# Потомки Жёлтого императора
Потомки Жёлтого императора (кит. 黃地子孫, Huangdi de Zisun) — первый из сохранившихся тайваньских фильмов, снятый режиссёром Бай Ке в 1956 году. Целью фильма являлось объединение нации, часть которой находилась 50 лет под японской оккупацией и испытывала в результате политики Гоминьдана трудности с прибывшими с материка китайцами.

## Сюжет
Пара учителей молодожёнов (китаец с материка и тайваньская девушка) отправляются в путешествие на юго-запад Тайваня.